# Мајк Логан
Мајкл Логан је измишљени лик полицијско-процедуралне правне драме Ред и закон кога је тумачио Крис Нот. Он се појавио у 148 епизода франшизе (111 у серији Ред и закон и 37 у серији Ред и закон: Злочиначке намере),  а појавио се и у једној епизоди серије Убиство: Живот на улици. Такође се појавио и у филму Изгнан: Филм Ред и закон.

## Повест у франшизи
Логан се први пут појавио у пробној епизоди серије Ред и закон и појавио се у свакој епизоди од прве сезоне 1990. године до Нотовог отказа из серије 1995. године. Пошто се појавио у филму франшизе Изгнан, лик се касније појавио као гост у епизоди "Стресни положај" четврте сезоне серије Ред и закон: Злочиначке намере. Логан је касније постао главни лик у Злочиначким намерама почевши од друге епизоде пете сезоне "Дијамантски пси" која је емитована 2. октобра 2005. године. Логан је после напустио серију после 21. епизоде 7. сезоне "Последњи обреди" која је емитована 17. августа 2008. године.

## Развој лика

### Ред и закон
Мајк Логан је рођен 1958. године у Њујорку на Доњој источној страни у ирско-католичкој породици радничког сталежа. И његов отац је био полицајац. Провео је 10 година у Нашој милосрдној госпи где је често бивао у невољи и слан код психолога. Мало тога је откривено о његовој широј породици, али је открио да његова породица има свој грб што указује да корени по мајци потичу из Европе. Првобитно је приказан као дрски човекомрзац кратког фитиља за који је његов капетан Доналд Крејген (Ден Флорек) говорио да је "најпознатија нарав". Касније епизоде су, међутим, откриле сложенију страну лика. На крају је откривено да је био злостављан као мали, и психолошки (од стране неуравнотежене мајке алкохолличарке) и полно (од стране парохијског свештеника са којим се касније суочио и привео га лицу правде) Ове ране трауме довеле со до његовог више циничног погледа на цркву, а једном је рекао: "Моја кева је држала крст са бројаницом у левој руци док ме је лемала. Кад следећи пут будем ишао у цркву, шест најбољих пријатеља ће ме носити". Кад је био младић, његова трудна девојка је побацила против његове воље.
У неколико епизода му је пуцао филм. Кад му је првог ортака Макса Гривија (Џорџ Зундза) убио осумњичени у случају изнуде, Логан је изнудио признање убици под претњом пиштољем и само што га није убио. Због тог догађаја је замало остао без посла. После се на крају помирио са Гривијевом смрћу, међутим, уз помоћ полицијске психологиње др. Елизабет Оливет (Керолин Мекормик). Он и Оливетова постали су блиски, а касније је натукнуто да су били на кратко у вези.
Логанов други ортак Фил Серета (Пол Сорвино) је рањен на дужности, али је преживео и пребацио се на канцеларијски посао. У остатку појављивања лика у серији, Логану је ортак био Лени Бриско (Џери Орбак) са којим је створио јако пријатељство.
Логан је испољио жестоко мржњу према занимањима вишег сталежа, поготово заступницима, међу којима је и антагонистички однос са ИПОТ Џеком Мекојем (Сем Вотерстон). Он има обрнуте политичке погледе јер је опредељен за решења по избору, поборник је озакоњења дроге и упоређује Закон родољубља са Хиљаду деветсто осамдесет четвртом Џорџа Орвела Иако је у разним тренуцима испољавао предрасуде према људима арапског и јапанског порекла, око 2007. је показао јаку нетрпељивост према било каквом облику родизма.
Када је Нот добио отказ из серије 1995. године због спора око плате, лик Логана је отписан. У универзуму Реда и закона, Логан је пребачен из Одељења за убиства на Менхетну у Одељења за насиље у породици на Државно острво 1995. године јер је набоо хомофобног политичара коме је суђено за убиство једног педера (по мотивима случаја Дена Вајта) Премештај је значио казну и ћорсокак каријере за Логана. Бриско је рекао за Логанов нови посао да "робија 5 до 10 година на Државном острву". Њега је заменио детектив Реј Кертис (Бенџамин Брет).

### Изгнан: Филм Ред и закон
Лик Логана је поново оживљен 1998. године и добио је свој филм Изгнан: Филм Ред и закон. У време филма, Логан је поново постао детектив Одељења за убиства, али је још увек на Државном острву. Покушао је да се врати на Менхетн решавајући случај убиства једне дроље током чега је открио да је његов стари друг детектив Тони Профаћи (Џон Фиоре) умешан у злочин.

### Ред и закон: Злочиначке намере
2005. године, лик је додат у Ред и закон: Злочиначке намере. Уведен је у епизоди "Стресни положај" где је помогао у истрази Одељењу за тешка кривична дела на случају малтретирања затвореника у који су били умешани подмићени стражари који су мучили затворенике Арапе. Детективи Роберт Горен (Винсент Д'Онофрио) и Александра Имс (Кетрин Ерб) су саслушали Логенову девојку, затворску болничарку Ђину Лоу (Ариџа Берејкис), у вези затворског испитивања на дрогу и њеној повезаности са једним убијеним стражаром. Касније су детективи открили да је вођа смене Курт Плам (Вејн Дјувал) коловођа и намерава да убије Лоуову да би је ућуткао. Горен и Логан су кренули да је безбедно извуку, али је затвор закључан па су остали заробљени унутра. Плам и његови стражари су сатерали Горена, Логана и Лоуову у ћошак. Горен је убедио стражаре да откажу послушност Пламу па је један од њих отворио решетку и ослободио детективе и Лоуову. Логан је узео један од пендрека који је један чувар бацио и немилосрдно га гурнуо под врат Пламу, али се одупро жељи да га нападне. Касније је рекао Горену: "Због њега бих био још 10 година на Државном острву". Такође у тој епизоди, капетан Џејмс Дикинс (Џејми Шериден) открио је да је Логана бивша надређена поручница Анита ван Бјурен (Ш. Епата Меркерсон) три пута покушала да врати у своје одељење, али без успеха.
Логан се вратио на Менхетн као детектив Одељења за тешка кривична дела у петој сезони (подређен Дикинсу), унапређен у старијег детектива и добио је колегиницу детективку Керолин Барек (Анабела Скјора). У епизоди "За Бона" 2006. године, Логан је употребио ватрено оружје против осумњиченог за убиство, не знајући да је то полицајац на тајном задатку. Ослобођен је сваке сумње, али је имао невоља јер је убио колегу полицајца. Због тога се обратио Оливетовој за разговор.
Логаново убиство полицајца на тајном задатку покренуло је ланац догађаја који су довели до Дикинсовог одласка у пензију из НЈ СУП-а. У шестој сезони, Одељење за тешка кривична дела предато је новом капетану Денију Росу (Ерик Богосијан), а Логан је добио нову колегиницу, детективку Меган Вилер (Џулијан Николсон).
На крају шесте сезоне, док је Вилерова била на привременом задатку (јер је Николсонова први пут била трудна), Логан је почео да се забавља са својом сусетком холи Лорен (Кели Вилијамс), али је она убијена пре него што је веза стигла да се развије. Током истраге је Логан открио да је Лоренова имала још један сасвим други живот. Право име јој је било Кетлин Шо и бежала је од насилног бившег дечка који је постао занимљив у истрази после њене смрти. Кад је окружни тужилац Артур Бренч (Фред Далтон Томпсон) одбацио оптужбе против њеног бившег Џулијана (Алек фон Берген) због мањка доказа за убиство, Логан се јако узнемирио.
На почетку седме сезоне, он је добио нову колегиницу, детективку Нолу Фалачи (Алиша Вит) која му је додељена из Одељења за убиства Бруклиншког севера док је Вилерова учила америчким полицијским поступцима колеге у Европи.
У епизоди "Последњи обреди", Логан се сукобио са Тери Драјвер (Лесли Хоуп), подмићеном помоћницом окружног тужиоца која је изградила каријеру осуђујући оптужене за које се веровало да су невини. Драјверова, која се кандидовала за државног тужиоца, је запретила да ће Логан остати без посла и изградити случај против вереника Вилерове кога је ухапсио ФБИ због преваре и изнуде. Логан је решио случај убиства од пре 16 година који је Драјверова покушала да закопа и ослободио човека кога је неправедно послала у затвор, али несавитљивост и подмићеност правосудног састава које је приметио у овом случају учинили су га бесним и разочараног. Свештаник са којим је Логан сарађивао на првом свом случају саветовао га је да је после 25 година полицијске службе време да се посвети и неким другим стварима у животу. Логан је климнуо главом и изашао из просторије, али је његова одлука откривена тек у следећој сезони када је Рос поменуо Вилеровој да јој је ортак дао отказ, мислећи на Логана. Њега је заменио Зек Николс (Џеф Голдблум).

### Оружје
Мајк Логан носи Смит и Весон модел 36 калибра 38 специјал у серији Ред и закон. У серији Ред и закон: Злочиначке намере и даље је носио модел 36 током ранијих појављивања, али је касније прешао на Глок 19 9 милиметара полуаутоматски, а потом на Колт детективски специјал калибра 38.

## Појављивање у серијиУбиство: Живот на улици
У уводу епизоде "Неред и закон" серије Одељење за убиства: живот на улици 1995. године, Мајк Логан је предао затвореника (Џон Волтерс) Балтиморском детективу Френку Пемблтону (Андре Брауер) док су пријатељски разговарали о томе да ли је бољи град нови Јорк или Балтимор. Нот није био потписан за ту појаву, али је примио посебну захвалност.

## Пријем
Заједно са осталим члановима главне поставе серије Ред и закон, Крис Нот је одабран за Глумачку награду за изванредно тумачење улоге у драмској серији од стране Ensemble-а 1995. и 1996. године. Нот је такође одабран за Нагрду гледалаца за квалитетну серију за своје тумачење Логана 1994. године.

## Број појављивања
Нот се појавио у 111 епизода серије Ред и закон, 38 серије Ред и закон: Злочиначке намере и у 1 епизоди серије Одељење за убиства: живот на улици.

## Радни стаж
| Испостава | Биро           | Одељење             | Ортак                      | Непосредни надређени   |
| --------- | -------------- | ------------------- | -------------------------- | ---------------------- |
| 27.       | Mенхетн        | Убиства             | наредник Макс Гриви        | капетан Доналд Крејген |
| 27.       | Mенхетн        | Убиства             | наредник Фил Серета        | капетан Доналд Крејген |
| 27.       | Mенхетн        | Убиства             | детектив Лени Бриско       |                        |
| 27.       | Mенхетн        | Убиства             | поручница Анита ван Бјурен |                        |
| 128.      | Државно острво | Насиље у породици   | детектив Тони Бојер        | поручник Кевин Столпер |
| 128.      | Државно острво | Убиства             | детективка Френки Силвера  | поручник Кевин Столпер |
| 1.        | Менхетн        | Тешка кривична дела | детективка Керолин Барек   | капетан Џејмс Дикинс   |
| 1.        | Менхетн        | Тешка кривична дела | детективка Меган Вилер     | капетан Дени Рос       |
| 1.        | Менхетн        | Тешка кривична дела | детективка Нола Фалачи     | капетан Дени Рос       |